# Protogoniomorpha
Protogoniomorpha is een afrotropisch geslacht van vlinders uit de familie van de Nymphalidae. De wetenschappelijke naam voor dit geslacht is voor het eerst voorgesteld door Hans Daniel Johan Wallengren in een publicatie uit 1857. Dit geslacht gold tot 2005 als een synoniem van het geslacht Salamis.

## Soorten
- Protogoniomorpha anacardii (Linnaeus, 1758)
- Protogoniomorpha duprei (Vinson, 1863)
- Protogoniomorpha nebulosa (Trimen, 1881)
- Protogoniomorpha parhassus (Drury, 1782)

### Niet meer in dit geslacht, voorlopig in het geslachtJunoniageplaatst
- Protogoniomorpha cytora (Doubleday, 1847)
- Protogoniomorpha temora (Felder & Felder, 1857)